# Bini (cognome)
Bini è un cognome di lingua italiana.

## Varianti
Bina, Binacchi, Binarelli, Binassi, Binetti, Binni, Bino, Binotti, Binozzi, Binutti, Del Bino.

## Origine e diffusione
Il cognome è tipicamente centro-settentrionale.
Potrebbe derivare da diminutivi di alcuni prenomi quali Albino, Bernardino, Ubaldino, rendendo quindi il cognome potenzialmente variante di cognomi quali Albini, Bernardini, Cambini, Colombini, Gambini, Giacobini, Iacobini, Trombini e Ubaldini.
La variante Del Bino è toscana.

## Persone
- Dante Bini (1932) – architetto italiano
- Dario Andrea Bini – matematico italiano
- Dora Bini (1922-2009) – attrice italiana